# Gran Premi d'Austràlia del 2000
Resultats del Gran Premi d'Austràlia de Fórmula 1 de la temporada 2000 disputat al circuit de Melbourne el 12 de març de 2000.

## Resultats
| Pos | No | Pilot                 | Equip                  | Voltes | Temps/ Retirada               | Pos. de sortida | Punts |
| --- | -- | --------------------- | ---------------------- | ------ | ----------------------------- | --------------- | ----- |
| 1   | 3  | Michael Schumacher    | Ferrari                | 58     | 1h 34' 01. 987                | 3               | 10    |
| 2   | 4  | Rubens Barrichello    | Ferrari                | 58     | + 11.415 s                    | 4               | 6     |
| 3   | 9  | Ralf Schumacher       | Williams - BMW         | 58     | + 20.009 s                    | 11              | 4     |
| 4   | 22 | Jacques Villeneuve    | BAR - Honda            | 58     | + 44.447 s                    | 8               | 3     |
| 5   | 11 | Giancarlo Fisichella  | Benetton - Playlife    | 58     | + 45.165 s                    | 9               | 2     |
| 6   | 23 | Ricardo Zonta         | BAR - Honda            | 58     | + 46.468 s                    | 16              | 1     |
| 7   | 12 | Alexander Wurz        | Benetton - Playlife    | 58     | + 46.915 s                    | 14              |       |
| 8   | 20 | Marc Gené             | Minardi - Fondmetal    | 57     | + 1 Volta                     | 18              |       |
| 9   | 15 | Nick Heidfeld         | Prost - Peugeot        | 56     | + 2 Voltes                    | 16              |       |
| DSQ | 17 | Mika Salo             | Sauber - Petronas      | 58     | Irregularitats aleró davanter | 10              |       |
| Ret | 10 | Jenson Button         | Williams - BMW         | 46     | Motor                         | 21              |       |
| Ret | 16 | Pedro Diniz           | Sauber - Petronas      | 41     | Transmissió                   | 19              |       |
| Ret | 21 | Gaston Mazzacane      | Minardi - Fondmetal    | 40     | Caixa canvi                   | 22              |       |
| Ret | 5  | Heinz-Harald Frentzen | Jordan - Mugen - Honda | 39     | Hidràulics                    | 5               |       |
| Ret | 6  | Jarno Trulli          | Jordan - Mugen - Honda | 35     | Motor                         | 6               |       |
| Ret | 14 | Jean Alesi            | Prost - Peugeot        | 27     | Hidràulics                    | 17              |       |
| Ret | 1  | Mika Häkkinen         | McLaren - Mercedes     | 18     | Motor                         | 1               |       |
| Ret | 19 | Jos Verstappen        | Arrows - Supertec      | 16     | Suspensions                   | 13              |       |
| Ret | 2  | David Coulthard       | McLaren - Mercedes     | 11     | Motor                         | 2               |       |
| Ret | 18 | Pedro de la Rosa      | Arrows - Supertec      | 6      | Suspensions                   | 12              |       |
| Ret | 7  | Eddie Irvine          | Jaguar - Cosworth      | 6      | Virolla                       | 7               |       |
| Ret | 8  | Johnny Herbert        | Jaguar - Cosworth      | 1      | Embragatge                    | 20              |       |

## Altres
- Pole: Mika Häkkinen 	1' 30. 556

- Volta ràpida:  Rubens Barrichello 1' 31. 481 (a la volta 41)